# Romet R250
Romet R250 – motocykl sprzedawany w Polsce od 2007 pod marką Romet.

## Historia modelu
Romet R250 to model turystycznego krążownika. Malowany jest przy pomocy czarnego lub czarno-srebrnego lakieru, wiele podzespołów jest chromowanych. Jest alternatywą dla typowych cruiserów i chopperów. Model na 2008 rok miał moc maksymalną 11 kW (15 KM).

## Dane techniczne
- Wymiary: 2210 mm x 890 mm x 1210 mm,
- Masa pojazdu gotowego do jazdy: 164 kg,
- Dopuszczalna ładowność: 150 kg,
- Silnik: czterosuwowy, dwucylindrowy, chłodzony powietrzem,
- Pojemność: 234 cm³,
- Moc maksymalna: 12,0 kW (16,3 KM) przy 8000 obr./min.,
- Rozruch: elektryczny,
- Zapłon: elektroniczny CDI,
- Przeniesienie napędu: łańcuch,
- Prędkość maksymalna: 95 km/h,
- Pojemność zbiornika paliwa: 12 l,
- Hamulec przód/tył: tarczowy hydrauliczny/bębnowy,
- Opony przód/tył: 130/90-15 / 110/90-16,
- Amortyzator przód/tył: podwójny,
- Wyposażenie dodatkowe: kufry boczne, szyba ochronna.